# Troy (песня)
«Troy» — песня ирландской певицы и автора песен Шинейд О'Коннор, выпущенная в 1987 году в качестве первого сингла с её дебютного альбома «The Lion and the Cobra». Композиция стала одной из самых известных работ певицы и получила высокую оценку критиков за её эмоциональную насыщенность и мощное вокальное исполнение.

## История создания
Песня «Troy» была написана самой Шинейд О'Коннор и вдохновлена древнегреческой мифологией, в частности, историей Троянской войны, а также личными переживаниями певицы. В интервью О'Коннор отмечала, что текст песни символизирует её внутренние конфликты, а также сложные отношения с матерью. Песня сочетает в себе элементы рока, попа и традиционной ирландской музыки, создавая драматическую атмосферу, которая подчёркивается интенсивным вокалом и оркестровыми аранжировками.

## Смысл и тематика
Композиция «Troy» содержит множество аллегорий и литературных отсылок. В тексте песни проводятся параллели с разрушением Трои — города, сожжённого дотла, что становится метафорой для разрушительных личных отношений и травматических переживаний. Лирическая героиня песни выражает смесь гнева, боли и освобождения от эмоциональных уз.
В песне также прослеживаются мотивы предательства, страсти и возрождения, что делает её глубокой и многослойной. Строки «I’ll remember it / Dublin in a rainstorm» и «You should’ve left the light on» подчёркивают личные переживания и горькие воспоминания певицы.

## Музыкальный стиль
«Troy» выделяется своим уникальным звучанием. Песня начинается с тихого, почти шёпотом произносимого вокала, который постепенно нарастает в эмоциональной интенсивности, переходя в мощные крики и экспрессивные вокальные партии. Аранжировка включает минималистичные гитарные партии, струнные инструменты, а также синтезаторные вставки, создающие напряжённую, почти театральную атмосферу.

## Музыкальное видео
Музыкальное видео на песню «Troy» было снято британским режиссёром Миком Калвертом. В нём Шинейд О'Коннор предстает в простом, но символичном визуальном образе, часто изображённая обнажённой, что символизирует уязвимость и освобождение. Видеоклип подчёркивает драматический характер песни и усиливает её эмоциональное воздействие.

## Критический приём
Песня получила положительные отзывы критиков, которые высоко оценили эмоциональную интенсивность и вокальное исполнение О'Коннор. Песня помогла утвердить Шинейд О'Коннор как одну из самых мощных и оригинальных исполнительниц на мировой сцене. «Troy» также завоевала популярность среди поклонников и остаётся одной из самых значимых песен в репертуаре певицы.

## Коммерческий успех
Хотя песня не стала крупным хитом в чартах на момент выхода, со временем она приобрела культовый статус. В некоторых странах, таких как Нидерланды и Бельгия, песня заняла высокие позиции в чартах, а в Австралии была переиздана в 2000 году, где также имела успех.

## Переиздание и ремиксы
В 2002 году песня была переиздана в виде ремикса под названием «Troy (The Phoenix from the Flame)», который достиг успеха в танцевальных чартах. Этот ремикс был выполнен продюсером Джоном Криджером (John Creamer), и он придал оригинальной композиции новое, более электронное звучание.

## Наследие
«Troy» продолжает оставаться одним из самых значимых произведений в карьере Шинейд О'Коннор. Её исполнение в этой песне демонстрирует уникальные вокальные и эмоциональные способности певицы, а также глубину её текстов. Песня оказала влияние на многих последующих исполнителей, сочетая в себе элементы рока, поп-музыки и ирландской музыкальной традиции.

## Чарты
- Нидерланды — #5

- Бельгия — #8

- Австралия (переиздание 2000 года) — #23